# Bonnie Dennison
Pour les articles homonymes, voir Dennison.
Bonnie Layde Dennison née le 15 février 1989 à New York est une actrice américaine.

## Biographie

### Carrière
Elle interpréta le rôle d'Emily Yokas dans la série télévisée New York 911 (Third Watch) de 2002 à 2005. En 2007, elle a rejoint la distribution du soap opera Haine et Passion (Guiding Light) dans le rôle de Susan "Daisy" Lemay.
Elle est également apparue dans des publicités aux États-Unis pour DanActive et Losethezits.com

## Filmographie

### Actrice

#### Cinéma

##### Courts métrages
- 2006 : Love/Death/Cobain de Austin Stark : Brett Ashley
- 2012 : Built for Two de Hugh Scully : Sadie
- 2014 : Break Up Call de Alison Barton : Bonnie
- 2014 : The Tangled Webs We Type de Bonnie Dennison : Bonnie
- 2020 : Brown Bagger de Alison Barton et Bonnie Dennison : Ashley

##### Longs métrages
- 2007 : Black Irish (en) de Brad Gann : Maria
- 2010 : Stake Land de Jim Mickle : Peggy
- 2011 : Born bad : un tueur né de Jared Cohn : Brooke
- 2013 : Beneath de Larry Fessenden : Kitty
- 2013 : The Maid's Room (en) de Michael Walker (en) : Alice
- 2016 : Izzie's Way Home de Sasha Burrow : Isabel / Izzie (voix)
- 2016 : Stake Land II (en) de Dan Berk et Robert Olsen : Peggy
- 2019 : Mr. Local Man de Joseph Squinquel : maitresse II
- 2019 : Scandale (Bombshell) de Jay Roach : Mercede

#### Télévision

##### Séries télévisées
- 2001 : Tribunal central (100 Centre Street) : Jessica Hoffman (saison 2, épisode 10)
- 2002 : The Education of Max Bickford (en) : Hannah Grunwald
- 2002 : New York, unité spéciale (Law and Order: Special Victims Unit) : Heather Porter (saison 3, épisode 19)
- 2002 : New York, police judiciaire (Law and Order) : Katie Zwybel (saison 12, épisode 19)
- 2002-2005 : New York 911 (Third Watch) : Emily Yokas (45 épisodes)
- 2007-2009 : Haine et Passion (Guiding Light) : Susan 'Daisy' Lemay (286 épisodes)
- 2009 : Ugly Betty : Ava (saison 4, épisode 6)
- 2011 : Criminal Minds: Suspect Behavior : Reagan (saison 1, épisode 9)
- 2011 : NCIS : Enquêtes spéciales : Lindsey (saison 9, épisode 2)
- 2015 : Comedy Sketch TV Time, Okay? : personnage divers (saison 6, épisode 10)
- 2015 : Dog People : amoureuse des chiens (1 épisode)
- 2017 : Training Day : Lara (saison 1, épisode 3)
- 2017 : The Ranch : Rachel (saison 2, épisode 14)

##### Téléfilms
- 2014 : Cabot College de Pamela Fryman : Thena
- 2015 : Ken Jeong Made Me Do It de Peter Segal : Molly

### Productrice
- 2014 : Break Up Call de Alison Barton
- 2014 : The Tangled Webs We Type de Bonnie Dennison
- 2015 : Dog People
- 2020 : Brown Bagger de Alison Barton et Bonnie Dennison
- 2020 : Manifest de Alison Barton et Bonnie Dennison

### Réalisatrice
- 2014 : The Tangled Webs We Type
- 2020 : Brown Bagger
- 2020 : Manifest

### Scénariste
- 2014 : Break Up Call de Alison Barton
- 2014 : The Tangled Webs We Type de Bonnie Dennison
- 2015 : Dog People
- 2020 : Brown Bagger de Alison Barton et Bonnie Dennison
- 2020 : Manifest de Alison Barton et Bonnie Dennison